# Vuarnet
Pour les articles homonymes, voir Vuarnet (homonymie).
Vuarnet est une marque française, connue pour ses lunettes de soleil et ses masques de ski, fondée en 1957. Cette marque est exploitée par la société anonyme Sporoptic Pouilloux, qui a fait partie, de 2009 à 2012, du groupe Alain Mikli International, puis appartient au fonds Neo Capital qui revend Mikli mais conserve la marque de lunettes. À partir de septembre 2023, la marque rejoint le portefeuille de marque de Thélios suite à son rachat par cette dernière.

## Historique
La création de la marque fait suite à l'invention, en 1957, des verres optiques de type Skilynx par l'étudiant à l'Institut optique de Paris Joseph Hatchiguian et par l'opticien Roger Pouilloux. Les deux opticiens français, travaillant sur des verres de conduite nocturne, associent le fruit de leurs recherches et inventent un verre permettant d'être protégé du soleil, tout en augmentant la luminosité par temps sombre. Ils fondent alors la marque Skilynx Acier, qui va équiper l'équipe de France de ski alpin aux Jeux olympiques d'hiver de 1960 qui se déroulent à Squaw Valley, aux États-Unis. 
À ces Jeux, le skieur français Jean Vuarnet remporte la médaille d’or en descente : le skieur et la société française trouvent un accord pour renommer la marque du nom du champion olympique. C'est alors que commence l'âge d'or de la marque, et son succès international. Dans les années 1980, elle est choisie comme partenaire officiel des Jeux olympiques de Los Angeles. La décennie suivante, la marque perpétue son âge d'or : elle réalise alors environ 100 millions de dollars[Lequel ?] de chiffre d'affaires et vend 1,5 million de paires par an. Les années suivantes, les changements successifs de direction et le manque d'investissement conduisent au déclin de l'entreprise : Ray Ban, le concurrent direct, augmente ses parts de marché au détriment de Vuarnet. En 2009, la marque ne réalise plus que 10 millions d’euros de chiffre d’affaires. Lorsqu'en 2013 le fonds britannique Neo Capital revend le groupe Alain Mikli International qui possède Vuarnet, il conserve la marque de lunettes et y investit plusieurs dizaines de millions d'euros. Les licences (vêtements, montres, bagagerie) développées précédemment sont reprises en main, plusieurs modèles sont redessinés et modernisés afin de positionner la marque sur le haut de gamme. La distribution est revue avec une priorité donnée sur la France, l'Italie et les États-Unis : Vuarnet reste historiquement présent dans ces pays, avec une forte notoriété depuis des décennies.
La marque ne fabrique que des verres minéraux teintés dans la masse. Elle possède sa propre manufacture en région parisienne à Meaux.
La marque est rachetée en septembre 2023 par Thelios,, la branche lunettes possédée à 100% par LVMH.

## Gamme et popularité
Plusieurs modèles ont fait le succès de la marque dans les années 1980 et 1990, notamment dans la gamme des lunettes de ski et de montagne, dont les modèles 002 et 006.
- La 002 : modèle iconique de la marque puisque porté par Jean Vuarnet lors des Jeux Olympiques[9]. Lunettes de soleil mixte, très populaires chez les skieurs dans les années 1990[10]. Le modèle a été réédité en 2013[9].
- La 003 : lunettes de soleil rendues populaires par le film The Big Lebowski et portées par Jeff Bridges[3], alias the "Dude" (le Duc en VF).
- La 006 : lunettes de soleil mixte, plutôt masculines. Ce modèle a été rendu célèbre par Alain Delon qui les porte dans les films La Piscine[3] et La Motocyclette. Le modèle a été réédité en septembre 2014 et Matthias Schoenaerts les porte dans le film A Bigger Splash.

En 2014, elle signe une collection capsule avec le jeune créateur de lunettes John Dalia, et une gamme de bonnets, bandeaux et slips avec la jeune entreprise le Slip français. Par la suite, le modèle « Glacier » est porté par James Bond dans Spectre. Peu après, la marque, qui n'a pas fait de publicité depuis plusieurs années, se fait remarquer par une campagne mettant en scène Vincent Cassel,.

### Source
- Thiébault Dromard, « Vuarnet revient dans la lumière », Challenges, no 474,‎ 21 avril 2016, p. 58 (ISSN 0751-4417)